# Халмстад (община)
Община Халмстад (на шведски: Halmstads kommun) е разположена в лен Халанд, югозападна Швеция с обща площ 1036 km2 и население 94 084 души (към 31 декември 2013). Административен център е град Халмстад.